# Marphysa mauritanica
Marphysa mauritanica é uma espécie de anelídeo pertencente à família Eunicidae.
A autoridade científica da espécie é Gillet, tendo sido descrita no ano de 1990.
Trata-se de uma espécie presente no território português, incluindo a sua zona económica exclusiva.